# Werner Klemperer
Pour les articles homonymes, voir Klemperer.
Werner Klemperer est un acteur américain d'origine allemande né le 22 mars 1920 à Cologne (Allemagne) et mort le 6 décembre 2000 à New York (États-Unis).
Il est principalement connu pour son rôle du Colonel Klink dans la série télévisée Papa Schultz.

## Biographie
Il est né dans une famille de musiciens, sa mère Johanna Geisler, une soprano, et son père le célèbre chef d'orchestre Otto Klemperer. D'origine juive, il quitte l'Allemagne en 1933, pour aller s'installer à Los Angeles aux États-Unis.
Il a servi dans l'armée américaine où il s'engagea le 3 octobre 1942 en Californie États-Unis et reçut le matricule 39259474, il servit dans le Pacifique, pendant la Seconde Guerre mondiale.
Victime d'un cancer, Werner Klemperer est mort le 6 décembre 2000, son corps a été incinéré et ses cendres dispersées en mer.
De 1997 à son décès, il est marié à l'actrice Kim Hamilton (1932-2013), jusqu'alors sa compagne durant une vingtaine d'années.

## Carrière
Célèbre pour le rôle du Colonel Klink dans la série Papa Schultz, diffusée de 1965 à 1971, il reçut deux Emmy Award pour sa performance.
Il a joué aussi dans Jugement à Nuremberg de Stanley Kramer dans le rôle d'Emil Hahn.

## Filmographie

### Cinéma
- 1956 : Flight to Hong Kong : Bendesh
- 1956 : Death of a Scoundrel (en) : Herbert Bauman (Clementi's lawyer)
- 1956 : Le Faux Coupable (The Wrong Man) : Dr Bannay
- 1957 : Istanbul : Paul Renkov
- 1957 : Le Miroir au secret (5 Steps to Danger) : Dr Frederick Simmons
- 1957 : Embrasse-la pour moi (Kiss Them for Me) : Lt. Walter Wallace
- 1958 : L'Amour coûte cher (The High Cost of Loving) : Joseph Jessup
- 1958 : The Goddess : Joe Wilsey
- 1958 : La Péniche du bonheur (Houseboat) : Harold Messner
- 1961 : Operation Eichmann (pl) : Adolf Eichmann
- 1961 : Jugement à Nuremberg (Judgment at Nuremberg) : Emil Hahn
- 1962 : Tunnel 28 (Escape from East Berlin) : Walter Brunner
- 1964 : Youngblood Hawke : M.. Leffer
- 1965 : La Créature des ténèbres (Dark Intruder) : Prof. Malaki
- 1965 : La Nef des fous (Ship of Fools) : Lt. Huebner
- 1968 : The Wicked Dreams of Paula Schultz : Klaus
- 1991 : The Cabinet of Dr. Ramirez : Fat Man Looking for a Tax Break

### Télévision
- 1951 : Goodyear Television Playhouse (en) (série) : The Young Man
- 1953 : The Secret Files of Captain Video (en) (série) : Meister
- 1953 : The Philco Television Playhouse (série)
- 1955 : Studio 57 (série) : Dubrov
- 1955 : Climax! (série)
- 1956 : Matinee Theatre (en) (série)
- 1956 : Crusader (série) : Wilhelm Leichner
- 1956 : Alfred Hitchcock présente (Alfred Hitchcock Presents) (Safe conduct) : Pr. Klopka/Capitaine Kriza
- 1957 : Navy Log (en) (série) : Ludwig
- 1957 : General Electric Theater (série) : Muller
- 1957 : M Squad (série) : Heinrich Ronn
- 1957 : Maverick (série) : Alex Jennings
- 1958 : Studio One (série) : Dorfmann
- 1958 : Monsieur et Madame détective (The Thin Man) (série) : Albert
- 1958 : Gunsmoke (série) : Clifton Bunker
- 1958 : The Court of Last Resort (en) (série) : Malone
- 1959 : Behind Closed Doors (série) : Slavko
- 1959 : Steve Canyon (série) : Linz
- 1959 : The Third Man (série) : Holz Donner
- 1959 : Playhouse 90 (série) : Boris
- 1959 : One Step Beyond (série) : Herr Bautmann
- 1959 : How to Marry a Millionaire (en) (série) : Hugo
- 1959 : Alfred Hitchcock présente (Alfred Hitchcock Presents) (série) : M.. Ranks
- 1959 : Troubleshooters (série)
- 1960 : The Alaskans (en) (série) : Baron
- 1960 : Overland Trail (en) (série) : Arnold Braun
- 1960 : Alcoa Theatre (en) (série) : Colonel Hanning
- 1960 : Rawhide (série) : Kessel
- 1960 : Men into Space (en) (série) : Major Kralenko
- 1960 : Les Incorruptibles (The Untouchables) (série) : Jan Tornek
- 1960 : The Case of the Dangerous Robin (en) (série)
- 1960 : Thriller (série) : M.. Clark
- 1961 : The Islanders (série) : Michel Serati
- 1961 : Have Gun - Will Travel (série) : Étienne Ledoux
- 1961 : King of Diamonds (série) : Ubinov
- 1961 : Aventures dans les îles (Adventures in Paradise) (série) : Kuberli
- 1962 : Échec et mat (Checkmate) (série) : Franz Leder
- 1963 : The Lloyd Bridges Show (en) (série) : Gustavsen
- 1963 : 77 Sunset Strip (série) : Schtiekel
- 1963 : The Dakotas (série) : Col. von Bleist
- 1963 : G.E. True (en) (série) : Frank
- 1964 : Perry Mason (série) : Hurt
- 1964 : Des agents très spéciaux (The Man from U.N.C.L.E.) (série) : Laslo Kurasov
- 1964 : Voyage au fond des mers (Voyage to the Bottom of the Sea) (série) : Brainwasher
- 1965-1971 : Papa Schultz (Hogan's Heroes) (série) : Col. Wilhelm Klink
- 1965 : Bob Hope Presents the Chrysler Theatre (en) (série) : Colonel Wertha
- 1966 : Perdus dans l'espace (Lost in Space) (série) : Bolix
- 1966 : Batman (série) : Colonel Klink
- 1968 : Rowan & Martin's Laugh-In (série) : Colonel Wilhelm Klink
- 1969 : Wake Me When the War Is Over : Mayor Erich Mueller
- 1972 : Night Gallery (série) : Ludwig Asper
- 1972 : Doris comédie (The Doris Day Show) (série) : Jacques Moreau
- 1972 : Assignment: Munich : Insp. Hoffman
- 1972 : Love, American Style (série) : Harold Baxter (segment 'Love and the Unbearable Fiance')
- 1973 : McMillan & Wife (série) : Dr Ernest Bleeker
- 1977 : The Rhinemann Exchange (en) (feuilleton) : Franz Altmuller
- 1979 : La croisière s'amuse (The Love Boat) (série) : M.. Perkins
- 1980 : Steve Martin: Comedy Is Not Pretty (en) : Plato
- 1981 : Vegas (série) : Siegfried Klaus
- 1981 : The Return of the Beverly Hillbillies : C.D. Medford
- 1983 : Matt Houston (série) : Felix Randolph
- 1988 : The American Experience (série) : Prince Maximilian of Bavaria
- 1992 : New York, police judiciaire (Law & Order) (série) : William Unger
- 1993 : Les Simpson (The Simpsons) (série) : La Dernière Tentation d'Homer (Homer's imaginary) Colonel Klink

## Récompenses
- Emmy Award 1968 : Meilleur acteur dans un second rôle dans une série comique dans Papa Schultz (Hogan's Heroes)
- Emmy Award 1969 : Meilleur acteur dans un second rôle dans une série comique dans Papa Schultz (Hogan's Heroes)